# Dikkopslang
De dikkopslang (Dipsas indica) is een slang uit de familie toornslangachtigen (Colubridae) en de onderfamilie Dipsadinae.

## Naam en indeling
De wetenschappelijke naam van de soort werd voor het eerst voorgesteld door Josephus Nicolaus Laurenti in 1768.

## Uiterlijke kenmerken
Het slanke lichaam heeft een opvallend gekielde rug, een afgeronde kop, een stompe snuit en grote ogen. De kaken zijn zodanig gebouwd, dat de onderkaak achter- en voorwaarts bewogen kan worden zonder dat de bovenkaak beweegt. Mannetjes zijn over het algemeen iets kleiner dan de vrouwtjes en hebben een naar verhouding langere staart.

## Leefwijze
Het voedsel van deze in bomen levende, nachtactieve slang bestaat voornamelijk uit slakken, die het dier dankzij de speciaal aangepaste kaken uit hun huisje kan halen. Overdag rust het dier in een boomholte. Deze slang is eierleggend.

## Verspreiding en habitat
Deze soort komt voor het noorden van Zuid-Amerika en leeft in de landen Colombia, Venezuela, Guyana, Suriname, Frans-Guyana, Brazilië, Ecuador, Peru en Bolivia. De habitat bestaat uit vochtige tropische en subtropische laaglandbossen. De soort is aangetroffen van zeeniveau tot op een hoogte van ongeveer 800 meter boven zeeniveau.

## Beschermingsstatus
Door de internationale natuurbeschermingsorganisatie IUCN is de beschermingsstatus 'veilig' toegewezen (Least Concern of LC).

### Ondersoorten
De soort wordt verdeeld in twee ondersoorten die onderstaand zijn weergegeven, met de auteur en het verspreidingsgebied.
| Naam                        | Auteur                       | Verspreidingsgebied                  |
| --------------------------- | ---------------------------- | ------------------------------------ |
| Dipsas indica ecuadoriensis | Peters, 1960                 | Ecuador                              |
| Dipsas indica indica        | Laurenti, 1768               | De rest van het verspreidingsgebied. |
| Dipsas indica petersi       | Hoge & de Lemos Romano, 1975 | Brazilië                             |